# Edward Manville
Sir Edward Manville (ur. 27 września 1862 w Paddington, zm. 17 marca 1933 w Londynie) – angielski konsultant do spraw inżynierii elektrycznej, biznesu i przemysłu.
Po udanej karierze konsultanta inżynierii elektrycznej dla lokalnych i zagranicznych projektów Manville został prezesem Daimler Motor Company (następnie Daimler Company) w latach 1905–1933, był także przewodniczącym kilku innych firm, w tym Baird Television Development Company w latach 1927–1928. W latach 1918–1923 pełnił funkcję posła do Izby Gmin z okręgu Coventry.

## Rodzina
Manville urodził się w Padington 27 września 1862 roku. Syn Benjamina Efraim Manville i Adeline Hyam.

## Inżynieria elektryczna

### Początki kariery i projekty

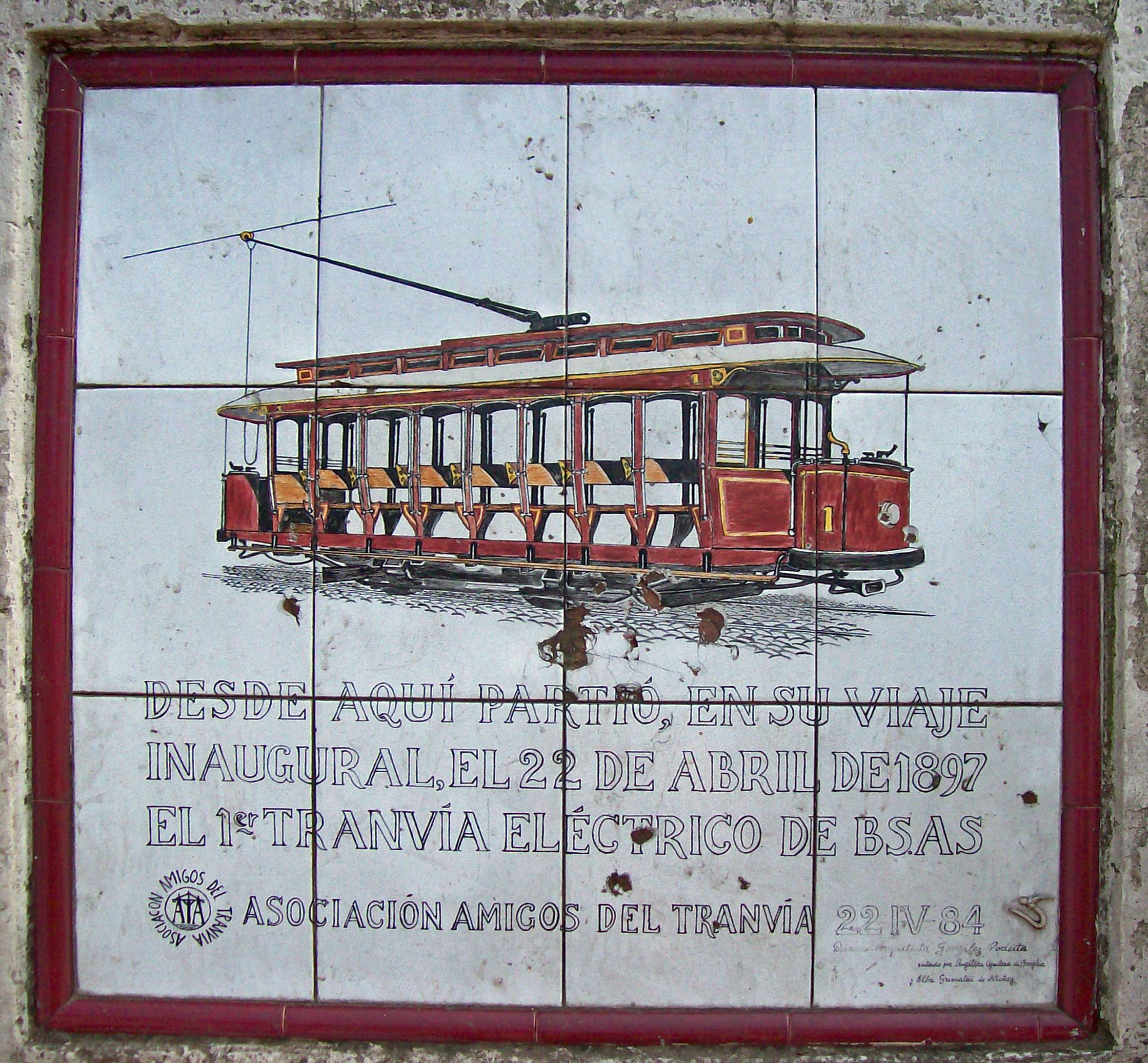
w dzielnicy Plaza Italia, Palermo w Buenos Aires

Manville był przyciągany do praktycznej nauki o energii elektrycznej w czasach wielu wynalazków i odkryć. Odbył praktyki w dobrze znanych firmach Woodhouse i Rawson gdzie spotkał Madgen, we wkrótce po tym rozpoczął prowadzenie pierwszych konsultacji dla inżynierów elektrycznych. Później dołączył do firmy Josepha Kincaida i J. E. Wallera (Kincaid, Waller and Manville), gdzie był odpowiedzialny za wiele ważnych projektów, w tym system tramwajowy w Buenos Aires.

## Przemysł motoryzacyjny

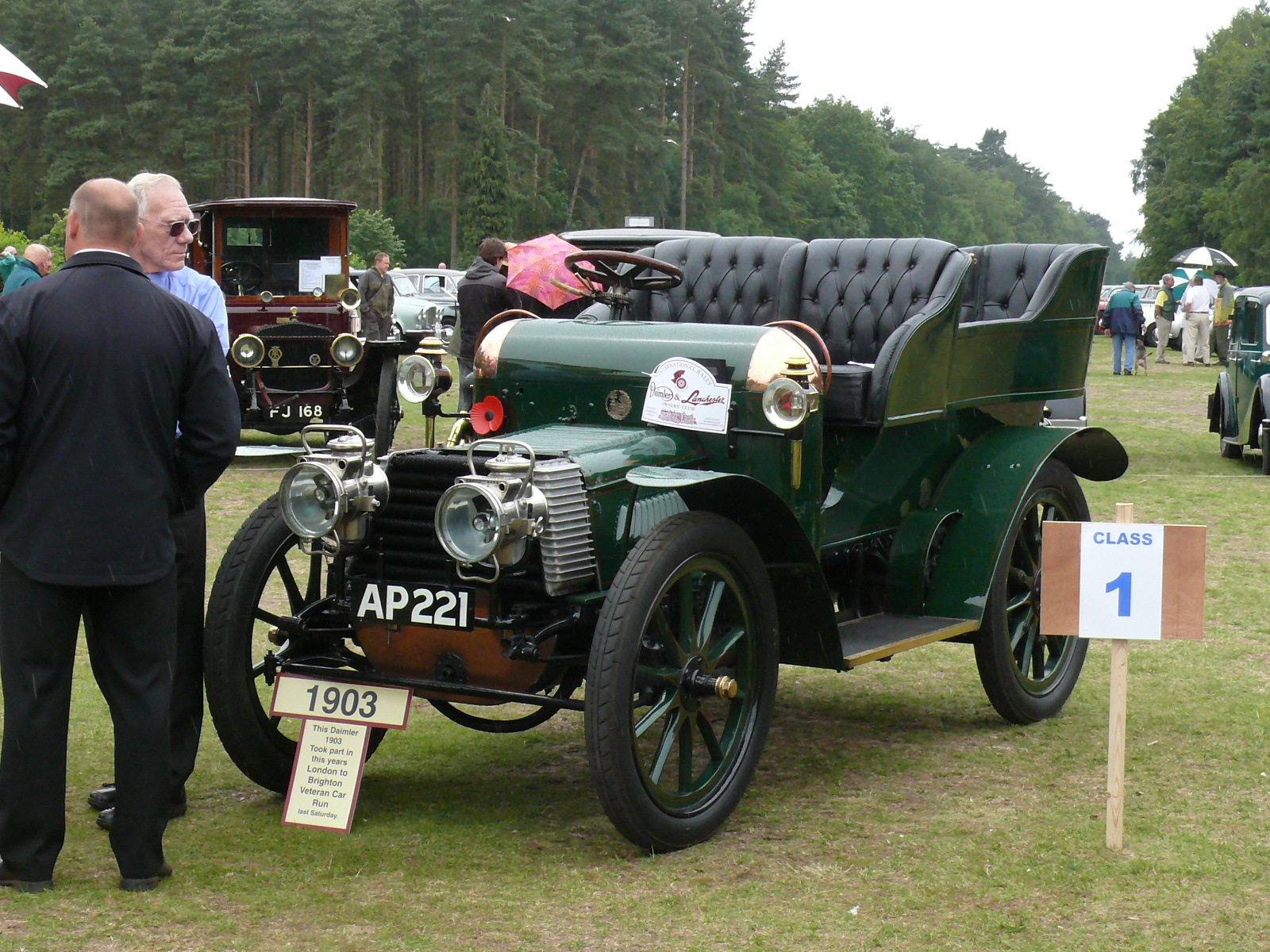
Samochód Daimler 1903

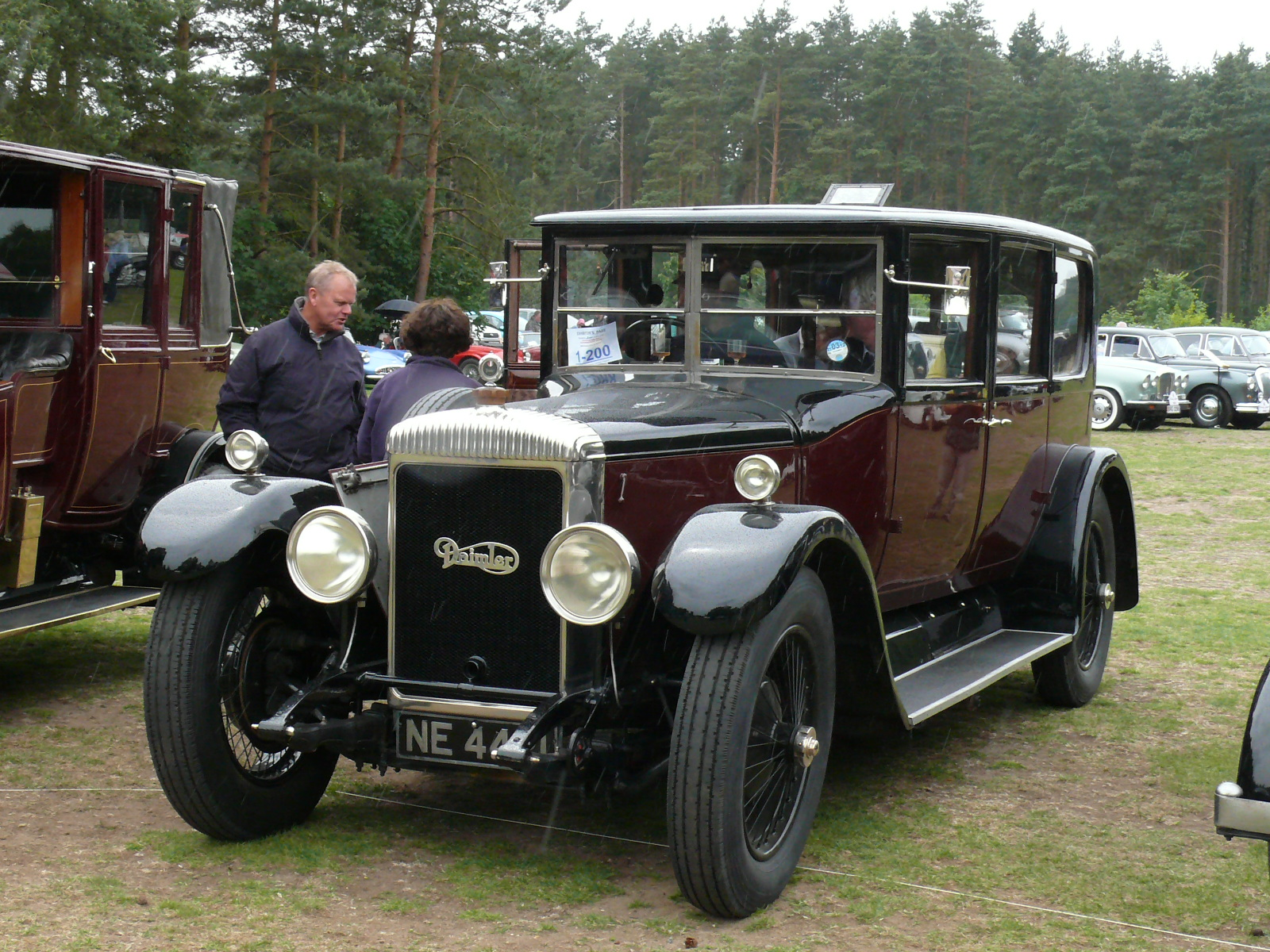
Samochód Daimler 1925

W przemyśle samochodowym pracował zarówno jako prezes firmy Birmingham Small Arms oraz w Daimler Company gdzie osobiście przewodził wprowadzaniu silnika Knight Engine. Jako inżynier elektrotechniczny wspierał dyrektora generalnego Daimlera Percy Martina. Wspólnie przyczynili się do największych sukcesów firmy.

## Śmierć
Sir Edward Manville zmarł po krótkiej chorobie w Londynie w dniu 17 marca 1933 roku w wieku 70 lat. Był dwukrotnie żonaty, pierwsza żona Maud zmarła w 1909 roku, druga żona zmarła w 1940 roku. Nie miał dzieci w żadnym z obu małżeństw.